# Chorinea batesii
Chorinea batesii is een vlindersoort uit de familie van de prachtvlinders (Riodinidae), onderfamilie Riodininae.
Chorinea batesii werd in 1859 beschreven door Saunders.